# Coenosia laricata
Coenosia laricata är en tvåvingeart som beskrevs av Malloch 1920. Coenosia laricata ingår i släktet Coenosia och familjen husflugor.
Artens utbredningsområde är Illinois. Inga underarter finns listade i Catalogue of Life.